# توني غودن
توني غودن (بالإنجليزية: Tony Godden)‏ هو لاعب كرة قدم بريطاني في مركز حراسة المرمى، ولد في 2 أغسطس 1955 في Gillingham, Kent ‏ في المملكة المتحدة. لعب مع برمنغهام سيتي ونادي بوري ونادي بيتربورو يونايتد ونادي تشيلسي ونادي لوتون تاون ونادي والسول ووست بروميتش ألبيون.